# Julia Francková

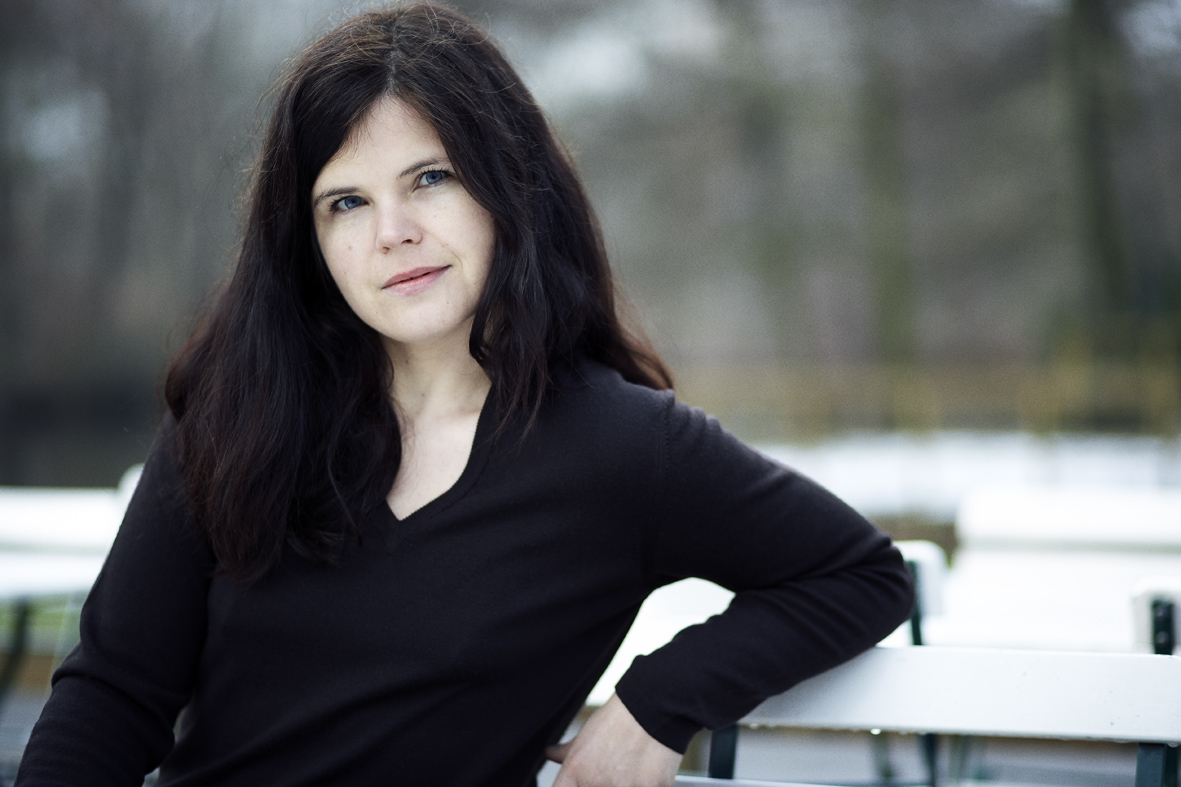
Julia Francková

Julia Francková (* 20. února 1970 Berlín, NDR) je německá spisovatelka a laureátka Německé knižní ceny (2007) za román Polednice.

## Biografie
Je dcerou německé herečky Anny Kathariny Franckové (rozené Maschatové) a televizního režiséra Jürgena Sehmische. V roce 1978 se přestěhovala s matkou a třemi sestrami do západní části Berlína, a krátce poté odešly do Šlesvicko-Holštýnska. Po maturitě v Berlíně započala studium práva, avšak po pobytu v americkém San Franciscu se rozhodla pro studium filozofie, nové německé literatury na Svobodné univerzitě v Berlíně.

### Dosud nepřeložené knihy

#### Romány
- 2003 – Lagerfeuer (román, 302 S.)
- 2000 – Bauchlandung : Geschichten zum Anfassen (krátká sbírka povídek, 112 S.)
- 1999 – Liebediener (román, 237 S.)
- 1997 – Der neue Koch (román, 160 S.)

#### Ostatní
- Franck, Julia (vyd.). Grenzübergänge: Autoren aus Ost und West erinnern sich. S. Fischer Verlag, 2009. 288 S. (antologie vícero autorů)

### České překlady
- Zády k sobě (orig. 'Rücken an Rücken'). 1. vyd. V Brně : Jota, 2012. 270 S. Překlad: Lucy Topoľská
- Polednice (orig. 'Die Mittagsfrau'). 1. vyd. Brno : Jota, 2008. 331 S. Překlad: Lucy Topol'ská – V tomto románu se Julia Francková pokusila zrekonstruovat skutečný rodinný příběh z roku 1945.[6]